# Futebol Clube de Alverca "B"
El Futebol Clube de_Alverca "B" es un equipo de fútbol de Portugal que juega en el Campeonato de Portugal, la cuarta división nacional.

## Historia
Fue fundado en el año 2018 en el municipio de Alverca do Ribatejo del distrito de Lisboa como el principal equipo filial del FC Alverca, por lo que no puede ascender a la Primeira Liga ni jugar en la Copa de Portugal.
Logra el ascenso al Campeonato de Portugal por primera vez luego de ser subcampeón de la Liga Regional de Lisboa en la temporada 2022/23.